# Oberhausen–Arnhem-vasútvonal
Az Oberhausen–Arnhem-vasútvonal (más néven Hollandstrecke) egy 92 km hosszúságú, villamosított, kétvágányú, normál nyomtávolságú nemzetközi vasútvonal az Alsó-Rajna alsó folyásán (Duisburg -) Oberhausenből Weselen, Emmerichen és a német-holland határon át Arnhembe. A vonal folytatása egészen Amsztrerdamig vezet.
Oberhausenben ágazik le a Duisburg–Dortmund-vasútvonalról, amely a Köln-Mindeni Vasúttársaság (CME) fővonalának egy szakasza, és Arnhemben csatlakozik az Amszterdamba vezető úgynevezett Rhijnspoorweghez. A vonal nagy nemzetközi jelentőséggel bír mind a távolsági vasúti személy-, mind az áruszállításban, és a transzeurópai hálózatok (TEN) részét képezi. Az 1856-ban megnyílt vonal Németország és Hollandia egyik legrégebbi vasútvonala, továbbá a legrégebbi nemzetközi vasútvonal.
A vonal németországi szakaszát 2025-ig 2,012 milliárd euróból (2021 augusztusi állapot) korszerűsítik és egy harmadik vágányt is lefektetnek, valamint a maximális sebességet 200 km/h-ra növelik.

## Villamosítása
1964 és 1966 között a teljes kétvágányú fővonalat villamosították. Azután Emmerich állomás sokáig rendszerváltó állomás volt. Itt a villamos mozdonyokat azért kellett lecserélni, mert Németország és Hollandia vontatási áram- és biztonsági rendszerei eltérőek, és a rendszerhatárokat átlépni képes villamos motorvonatokat csak 2001-ben fejlesztették ki, és 2007-ben hagyták jóvá.
2016 októberében befejeződött a rendszerváltási pontok átalakítása, és Emmerich már nem rendszerváltó állomás a német és a holland villamoshálózati-rendszer között. Azóta az Oberhausentől a 67,186. kilométerig tartó szakaszon a német villamosenergia-rendszer (15 kilovolt 16,7 hertzes váltakozó feszültség) működik. A németországi 67,732-es és a hollandiai 107,262-es vonalkilométer között a Betuweroute villamosenergia-rendszerét (25 kilovolt 50 hertzes váltakozó feszültség), a 107,197-től Arnhem irányában pedig a holland villamosenergia-rendszert használják 1500 voltos egyenfeszültséggel.